# Decio Paolino
Flavio Decio Paolino (latino: Flavius Decius Paolinus; fl. 534) fu l'ultimo console di Roma.

## Biografia
Paolino era membro dell'antica famiglia dei Decii; figlio di Basilio Venanzio (console nel 508) e fratello di Flavio Decio (console nel 529), era ancora molto giovane quando iniziò il suo consolato nel 534. L'elezione a console di Paolino fu decisa dal re degli Ostrogoti Atalarico e confermata dall'imperatore Giustiniano I, suo collega.
Paolino è l'ultimo console di Roma e interrompe una serie durata 1043 anni: dopo la sua elezione scoppiò la guerra tra l'Impero d'Oriente (Impero bizantino) e gli Ostrogoti. Atalarico non nominò alcun console per il 535.